# Hilda de Nassau
Hilda Charlotte Wilhelmine de Luxemburg, Mare Ducesă de Baden (5 noiembrie 1864 – 8 februarie 1952) a fost fiica lui Adolf, Mare Duce de Luxemburg și a Prințesei Adelheid-Marie de Anhalt-Dessau.

## Biografie

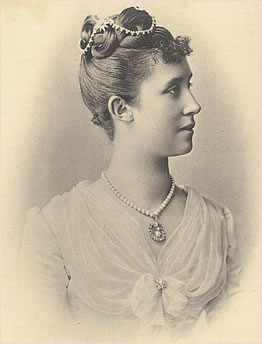

Hilda s-a căsătorit cu Frederic al II-lea, Mare Duce de Baden la 20 septembrie 1885 la Schloss Hohenburg. Din căsătorie nu au rezultat copii. Frederic și Holda au devenit Mare Duce și Mare Ducesă de Baden în 1907. Hilda a fost descrisă ca fiind inteligentă și interesată de artă.

Ei au fost deposedați de titlul și detronați în 1918, când toate monarhiile germane au fost răsturnate. În timpul revoluției germane, cumnata ei, regina Victoria a Suediei își vizita familia. După abdicarea împăratului german, revoltele s-au răspândit în Karlsruhe, la 11 noiembrie.
Fiul unui curtean a condus un grup de soldați până la partea din față a palatului, urmată de o mare mulțime de oameni. Hilda, precum și restul familiei, au părăsit palatul pe ușa din spate și au plecat la Palatul Zwingenberg în valea Neckar. Prin permisiunea noului guvern, li s-a permis să stea la Palatul Langenstein, care aparținea unui conte suedez, Douglas. In timpul acestor evenimente, Louise și-a păstrat calmul și niciodată nu a rostit un cuvânt de plângere.  Guvernul a dat ordinul că fosta familie ducală să fie protejată, iar Langenstein să fie exceptat de la adăpostirea soldaților care se întorc, pentru că regina Suediei îi însoțea iar Baden nu trebuia să facă nimic pentru a ofensa Suedia. În 1919, familia a cerut permisiunea guvernului de a locui la Mainau, și li s-a spus că ei erau acum cetățeni privați și puteau face așa cum doreu. Hilda este descrisă ca un personaj vesel, cu capacitatea de a ușura lucrurile cu umorului ei, o abilitate pe care a folosit-o în timpul revoluției și în anii care au urmat, având grijă de soțul ei, care a avut o sănătate precară.
Cum Frederic și Hilda erau fără moștenitori direcți proprii, ei au lăsat moștenire castelul lor de la Mainau nepotului surorii lui Fredric, contele Lennart Bernadotte, care întâmplător a fost, de asemenea, cel mai mic strănepot al mătușei Hildei.